# Дома 45 км
Дома 45 км (Желєзнодорожний; рос. Дома 45 км) — починок в Зав'яловському районі Удмуртії, Росія.
Знаходиться майже в гирлі річки Чемошурка, правої притоки Позиму, на дорозі Іжевськ-Зав'ялово.
Населення — 17 осіб (2010; 20 в 2002).
Національний склад станом на 2002 рік:
- удмурти — 60 %
- росіяни — 40 %